# Viktor Markin
Viktor Fyodorovich Markin (en russe : Виктор Фёдорович Маркин ; en français : Viktor Fiodorovitch Markine), né le 27 février 1957 dans le village d'Oktiabrski (oblast de Novossibirsk en RSFS de Russie), est un athlète russe, spécialiste du 400 m, double médaillé olympique pour l'Union soviétique aux Jeux olympiques d'été de 1980.

## Carrière
Né à Novossibirsk, Markin a commencé l'athlétisme à 19 ans. Il était relativement inconnu jusqu'aux Jeux olympiques d'été de Moscou. Le 27 avril 1980 à Sotchi, Markin avait réalisé sa meilleure performance en 46 s 96. Juste avant les jeux, il l'améliora en 45 s 34. Lors de la finale, Markin n'était que cinquième à mi-course et au début de la dernière ligne droite, encore trois mètres derrière le leader, l'est-allemand Frank Schaffer. Mais en réalisant un bon finish, Markin gagna en réalisant le record d'Europe et la meilleure performance de l'année (qui est toujours le record national de Russie). Markin remporta son second titre avec le relais 4 × 400 m.
Après une pause pour terminer ses études de médecine, Markin retourna à la compétition aux championnats d'Europe en 1982, où il remporta deux médailles de bronze. Aux championnats du monde, il remporta l'or en relais.
Il abandonna la compétition à l'annonce du boycott par l'Union soviétique des Jeux olympiques de Los Angeles mais il remporte pour sa dernière course le 400 m des Jeux de l'Amitié.

## Palmarès
| Date | Compétition           | Lieu     | Résultat | Épreuve   |
| ---- | --------------------- | -------- | -------- | --------- |
| 1980 | Jeux olympiques       | Moscou   | 1er      | 400 m     |
| 1980 | Jeux olympiques       | Moscou   | 1er      | 4 × 400 m |
| 1982 | Championnats d'Europe | Athènes  | 3e       | 400 m     |
| 1982 | Championnats d'Europe | Athènes  | 3e       | 4 × 400 m |
| 1983 | Championnats du monde | Helsinki | 1er      | 4 × 400 m |